# Хонні (футболіст)
Хонатан Кастро Отто (ісп. Jonathan Castro Otto, нар. 3 березня 1994, Віго) більш відомий, як Хонні  — іспанський галісійський футболіст, захисник «Алавеса».

## Клубна кар'єра
Народився у Віго 3 березня 1994 року. Вихованець футбольного клубу «Сельта». 20 лютого 2016 року забив перший гол за основну команду «Сельти» у зустрічі з «Ейбаром».
2018 року приєднався до складу мадридського «Атлетіко».
Не зігравши за клуб жодного матчу, був орендований англійським «Вулвергемптоном». Будучи регулярним гравцем першої команди під час першої половини кампанії, 31 січня 2019 року, Хонні погодився на постійну угоду з клубом на 4,5 роки за нерозголошенну ціну, яка, за повідомленнями, склала 15 мільйонів фунтів стерлінгів. Загалом провів за «вовків» понад сто матчів у Премє'р-лізі.
29 січня 2024 року Хонні підписав півторарічну угоду з клубом грецької Суперліги ПАОКом.
У липні 2025 року повернувся на батьківщину, підписавши контракт на два роки з «Алавесом».

## Титули і досягнення
- Чемпіон Європи (U-19): 2012